# Lomaspilis amurensis
Lomaspilis amurensis är en fjärilsart som beskrevs av Hedemann 1881. Lomaspilis amurensis ingår i släktet Lomaspilis och familjen mätare. Inga underarter finns listade i Catalogue of Life.